# ラムセス駅

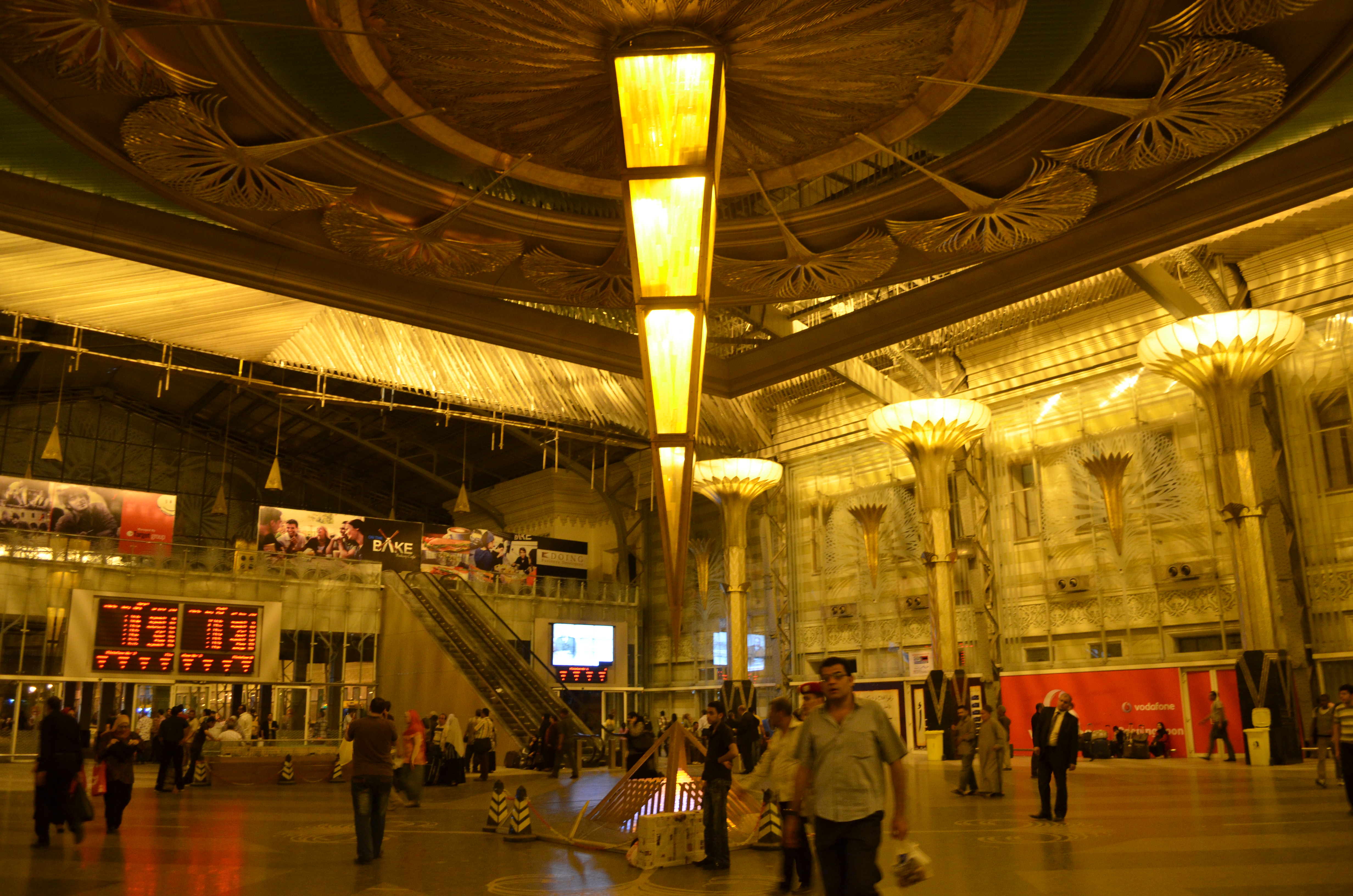
駅構内の様子
（2012年7月9日）

ラムセス駅（アラビア語: محطة مصر、英語: Ramses Railway Station）は、エジプトの首都カイロにあるエジプト鉄道（エジプト国鉄）のターミナル駅。駅名は古代エジプト王朝時代のファラオでアブ・シンベル神殿を建てるなどしたラムセス2世に由来し、1955年にはナセルによって駅前の広場にラムセス2世像が建てられた。
もともと当駅はミスル駅と呼ばれ、1856年にカイロとアレキサンドリアを結ぶ鉄道路線の終着駅として建設された。現在の駅舎は1892年に新たに建設されたもので、1955年に改築されている。また最近の駅前広場の整備を含む再改築は2013年末頃に完成し、一部共用を開始している。なおラムセス2世像は2006年8月25日に当駅前からナイル川を越えてギザへ移転され、現在はピラミッド地区のレマイヤ広場北側に建設中の大エジプト博物館敷地内、リングロード沿いに設置されている。
駅前には10月6日高架道が横断しているが、元々は市内(タハリール)側からの高架道は当駅前が終点であった。その後ヘリオポリス方面に延長されたが、メトロ2号線の駅躯体工事の際にはこの延長部分の橋脚が障害となり難工事となった。また、路面電車であるヘリオポリストラムの駅も現在の位置に移動した。駅の南北、およびインババ方面ホームとは駅構内の地下通路で連絡している。一方、メトロ1、2各線のショハーダ駅入り口は当駅正面の敷地外にあるため、連絡には駅建物を出る必要がある。

## 事故
詳細はラムセス駅列車衝突事故を参照。
2019年2月27日、列車が線路の終点にある障壁に激突して出火した。列車は爆発・炎上し、少なくとも25人が死亡、47人が怪我を負った。原因は運転手が別の列車の運転手と口論になり機関車を離れたためで、運転手不在となった列車は暴走して駅に突っ込み炎上した。